# Alibijaban
Alibijaban, englisch Alibijaban Island, ist eine philippinische Insel östlich der Bondoc-Halbinsel im Südwesten von Luzon. Alibijaban liegt im Golf von Ragay nahe dem Küstenort San Andres.
Die flache Insel ist im Zentrum üppig bewaldet und etwa 4,6 Kilometer lang und bis zu 1,5 Kilometer breit. 

## Verwaltung
Alibijaban gehört zur philippinischen Provinz Quezon.